# Retrodifusão
Retrodifusão (português brasileiro) ou retroespalhamento (português europeu), em física, é a reflexão de ondas, partículas ou sinais na direção da qual eles vieram. Ela é uma reflexão difusa, devido à dispersão, em oposição à reflexão especular como a de um espelho. A retrodifusão tem importantes aplicações na astronomia, fotografia e ultrassonografia médica.